# Fool for the City
Fool for the City es el quinto álbum de estudio de la agrupación británica Foghat, publicado el 15 de septiembre de 1975. El álbum se convirtió en el primer disco de platino de la banda y contiene la canción más reconocida de Foghat, "Slow Ride". La imagen de portada presenta al baterista Roger Earl sentado en una caja en medio de una calle en la ciudad de Nueva York.

## Lista de canciones

### Lado A
1. "Fool for the City" (Dave Peverett) – 4:33
2. "My Babe" (Bobby Hatfield, Willie Dixon, Bill Medley) - 4:35
3. "Slow Ride" (Peverett) – 8:11

### Lado B
1. "Terraplane Blues" (Robert Johnson) – 5:42
2. "Save Your Loving (For Me)" (Rod Price/Peverett) – 3:31
3. "Drive Me Home" (Peverett) – 3:54
4. "Take It or Leave It" (Nick Jameson/Peverett) – 4:54

## Créditos
- Lonesome Dave Peverett — voz, guitarra
- Rod "The Bottle" Price — guitarra, guitarra slide
- Roger Earl — batería, percusión
- Nick Jameson — bajo, teclados

## Listas de éxitos
Sencillos — Billboard (Norteamérica)
| Año  | Sencillo            | Lista       | Posición |
| ---- | ------------------- | ----------- | -------- |
| 1975 | "Slow Ride"         | Pop Singles | 20       |
| 1976 | "Fool for the City" | Pop Singles | 45       |